# Ямада (посёлок)
Ямада (яп. 山田町 Ямада-мати) — посёлок в Японии, находящийся в уезде Симохей префектуры Иватэ. Площадь посёлка составляет 263,45 км², население — 15 928 человек (1 августа 2014), плотность населения — 60,46 чел./км².

## Географическое положение
Посёлок расположен на острове Хонсю в префектуре Иватэ региона Тохоку. С ним граничат город Мияко и посёлок Оцути.

## Население
Население посёлка составляет 15 928 человек (1 августа 2014), а плотность — 60,46 чел./км². Изменение численности населения с 1980 по 2005 годы:
| 1980 | 25 321 чел. |  |
| 1985 | 24 602 чел. |  |
| 1990 | 22 925 чел. |  |
| 1995 | 22 019 чел. |  |
| 2000 | 21 214 чел. |  |
| 2005 | 20 142 чел. |  |

## Символика
Деревом посёлка считается криптомерия, цветком — Rosa rugosa, птицей — Larus crassirostris.